# 湿地公園駅 (香港)
湿地公園駅（しっちこうえんえき）は香港新界元朗区にある、香港軽鉄の駅である。駅番号は 530。

## 利用可能な系統
香港軽鉄
■705系統
■706系統

## 駅構造
相対式ホーム2面2線の地上駅。
のりば
| ➊番線 | ■705系統 | 天瑞・天水囲方面 |
| ➋番線 | ■706系統 | 天栄・天水囲方面 |

## 駅周辺
- 香港湿地公園
- 俊宏軒

## 歴史
- 2003年12月7日 - 開業。

## 隣の駅
香港鉄路
■軽鉄
■705系統
天秀駅 (520) → 湿地公園駅 (530) → 天栄駅 (540)
■706系統
天栄駅 (540) → 湿地公園駅 (530) → 天秀駅 (520)